# Michael Clausen
Michael Clausen (* 1948) ist ein deutscher Mathematiker und Informatiker und Hochschullehrer an der Universität Bonn.
Clausen studierte Mathematik, Physik und Informatik. Er wurde 1979 bei Adalbert Kerber an der Universität Bayreuth in Mathematik summa cum laude promoviert (Dissertation: (Letter-Place-Algebren und ein charakteristik-freier Zugang zur Darstellungstheorie symmetrischer und voller linearer Gruppen)) und habilitierte sich im Jahr 1989 am Karlsruher Institut für Technologie im Fach Informatik. Nach Lehrtätigkeiten in Aachen, Bayreuth, Zürich und Karlsruhe war er von 1989 bis zu seiner Pensionierung im Jahr 2014 Professor für Informatik an der Universität Bonn. Zu Beginn seiner Bonner Zeit befasste sich seine Arbeitsgruppe mit Theoretischer Informatik (Algorithmenentwurf und Komplexitätstheorie). Mitte der 90er Jahre wurde die Forschung in den Bereichen digitale Musikbibliotheken, Multimediadatenbanken und Multimediasignalverarbeitung intensiviert, was sich in erfolgreichen Teilnahmen am DFG-Schwerpunktprogramm V3D2 und an PROBADO, einem DFG-Leistungszentrum für Forschungsinformation, widerspiegelt.
Clausen befasste sich unter anderem mit Darstellungstheorie symmetrischer Gruppen, Computeralgebra, Komplexitätstheorie (unter anderem bezüglich der Fouriertransformation), Signalverarbeitung, digitalen Musikbibliotheken, Multimediadatenbanken. Er ist Ko-Autor zweier Monographien über schnelle Fouriertransformationen und über algebraische Komplexitätstheorie.
Die Förderung des wissenschaftlichen Nachwuchses war und ist sein besonderes Anliegen. In seiner Arbeitsgruppe entstanden zahlreiche Dissertationen und drei Habilitationsschriften. Sechs seiner Doktoranden sind mittlerweile selbst Professoren.
Clausen hielt im Juni 2003 die allererste Vorlesung im Rahmen der Kinder-Uni an der Universität Bonn. Thema: Wie kann ein Computer Lieder erkennen?
Von 2004 bis 2007 war er Vorsitzender vom Philharmonischen Chor Bonn.

## Schriften
- mit Albrecht Fortenbacher: Efficient Solution of Linear Diophantine Equations. Journal of Symbolic Computation 8(1/2): 201–216 (1989)
- Fast Generalized Fourier Transforms.Theoretical Computer Science 67(1): 55–63 (1989)
- Multivariate Polynomials, Standard Tableaux, and Representations of Symmetric Groups. Journal of Symbolic Computation 11(5/6): 483–522 (1991)
- mit Ulrich Baum: Fast Fourier Transforms, BI Wissenschaftsverlag, Mannheim, Leipzig, Wien, Zürich, 1993
- mit Ulrich Baum: Fast Fourier transforms for symmetric groups: theory and implementations. Mathematics of Computation 61(204):833–847, 1993
- mit Peter Bürgisser, M. Amin Shokrollahi: Algebraic Complexity Theory, Grundlehren der mathematischen Wissenschaften 315, Springer 1997
- mit Meinard Müller: A Fast Program Generator of Fast Fourier Transforms. AAECC 1999: 29–42
- mit Heiko Goeman: A new practical linear space algorithm for the longest common subsequence problem. Kybernetika 38(1): 45–66 (2002)
- mit Meinard Müller: Generating fast Fourier transforms of solvable groups. Journal of Symbolic Computation 37(2):  137–156 (2004)
- mit Frank Kurth: A unified approach to content-based and fault-tolerant music recognition. IEEE Transactions on Multimedia 6(5): 717–731 (2004)
- mit Meinard Müller, Tido Röder: Efficient content-based retrieval of motion capture data. ACM Transactions on Graphics 24(3): 677–685 (2005)
- mit Verena Thomas, Christian Fremerey, Meinard Müller: Linking Sheet Music and Audio – Challenges and New Approaches. Multimodal Music Processing 2012: 1–22
- Linear time Fourier transforms of Sn-k-invariant functions on the symmetric group Sn. Journal of Symbolic Computation 98: 319–357 (2020)
- A unified FFT-based approach to maximum assignment problems related to transitive finite group actions. In: Journal of Symbolic Computation. Band 109, 1. März 2022, S. 88–115, doi:10.1016/j.jsc.2021.07.004.